# Tenakourou
Tenakourou är Burkina Fasos högsta punkt med en höjd på 747 meter. Den befinner sig vid Burkina Fasos och Malis gräns.